# Lực bảo toàn

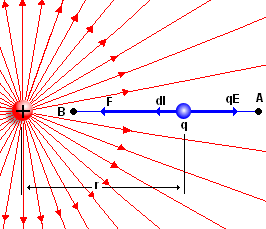
Mịnh hoạ lực bảo toàn

Lực bảo toàn hay còn gọi là lực thế là các loại lực khi tác động lên một vật sinh ra một công cơ học có độ lớn không phụ thuộc vào dạng của đường đi mà chỉ phụ thuộc vào vị trí của điểm đầu và điểm cuối.

## Một số loại lực thế thường gặp

### Thế năng của lực hấp dẫn (trọng lực)
Thế năng hấp dẫn của một vật có khối lượng {\displaystyle m} khi di chuyển từ vị trí có độ cao ban đầu {\displaystyle {{y}_{i}}} đến vị trí lúc sau {\displaystyle {{y}_{f}}} (so với mốc thế năng) sinh ra một công, được xác định như sau:
Giả sự vật đi lên, với {\displaystyle {{y}_{f}}>{{y}_{i}}}, và {\displaystyle d} là quãng đường dịch chuyển, chính là hiệu số {\displaystyle {{y}_{f}}-{{y}_{i}}}. Góc {\displaystyle \theta } hợp bởi chiều của lực tác dụng và quãng đường dịch chuyển. Trong trường hợp này {\displaystyle \theta =180{}^{\circ }}, do gia tốc trọng trường luôn hướng xuống, ngược chiều với chiều chuyển động.
Áp dụng vào công thức tính công, ta có:
Lưu ý rằng, kí hiệu {\displaystyle {{F}_{g}}} chính là trọng lực mà vật chịu tác dụng. Ta thấy, công của vật lúc này chỉ phụ thuộc vào vị trí đầu-cuối của vật, do đó, lực hấp dẫn chính là lực thế.

### Thế năng của lực đàn hồi (lò xo)
Công của lực đàn hồi được xác định như sau, với {\displaystyle {{F}_{s}}=-kx}:
Ta thấy rằng, công đàn hồi sinh ra chỉ phụ thuộc vào độ biến dạng lò xo, chứ không phụ thuộc vào hình dạng đường đi. Nên lực đàn hồi cũng là lực thế.

### Lực không đổi
Xét lực {\displaystyle {\overrightarrow {F}}} không đổi, tác dụng vào vật, làm vật dịch chuyển một đoạn đường từ {\displaystyle {\overrightarrow {{r}_{i}}}} đến {\displaystyle {\overrightarrow {{r}_{f}}}}. Khi đó, công thực hiện:
Vậy, {\displaystyle {\overrightarrow {F}}} cũng là lực thế.